# Strażnica Grodziec w Tarnawie
Strażnica Grodziec w Tarnawie – pozostałości średniowiecznego grodziska w Tarnawie w powiecie bocheńskim w województwie małopolskim.
Znajdują się na zachodnich, opadających do potoku Tarnawka stromych stokach wzgórza zwanego Grodźcem lub Grójcem (435 m). Położone są na wysokości 361 m i wznoszą się około 50 m ponad dnem Tarnawki, na terenie Woli Tarnawskiej (część Tarnawy). Są to skromne pozostałości pierścieniowatego grodziska: płytkie zagłębienie o kształcie podkowy oraz zarysy wału o długości około 15 m. Miejsce to zwane jest lokalnie Turtowiskiem.
Wstępne badania archeologiczne odsłoniły na zachodnim brzegu wzgórza, na głębokości około 2,5 m, niewielkie fragmenty muru zbudowanego z płyt piaskowca oraz ślady spalonych konstrukcji drewnianych; wysunięto hipotezę, że w miejscu tym znajdowała się wieża mieszkalno-obronna. Obiekt znajdujący się niegdyś na szczycie wzgórza Grodziec miał wymiary ok. 25 × 15 m; odnalezione fragmenty ceramiki świadczą, że funkcjonował w XIII wieku.